# Kunerad
Kunerad és un poble i municipi d'Eslovàquia que es troba a la regió de Žilina, al centre-nord del país.

## Història
La primera menció escrita de la vila es remunta al 1488.

## Demografia
| Godina             | 1994 | 2004   | 2014   | 2024    |
| ------------------ | ---- | ------ | ------ | ------- |
| Nombre de persones | 882  | 931    | 1010   | 1144    |
| Diferència         |      | +5,55% | +8,48% | +13,26% |

| Godina             | 2023 | 2024   |
| ------------------ | ---- | ------ |
| Nombre de persones | 1105 | 1144   |
| Diferència         |      | +3,52% |